# サールナート
サールナート（ヒンディー：सारनाथ，Sārnāth、英語:Sarnath）は、インドのウッタル・プラデーシュ州にある地名。ヴァーラーナシー（ベナレス）の北方約10kmに位置する。仏教の四大聖地のひとつ。
現サールナートは、釈迦が悟りを開いた後、鹿が多く住む林（旧訳「施鹿林」、新訳「鹿野苑」）の中で初めて教えを説いた初転法輪の故地とされる。鹿野苑（ろくやおん、梵: mṛgadāva）はリシパタナとも呼ばれる。リシパタナ（梵: ṛṣi-patana）とは「聖仙の集まるところ」の意で、『解深密経』などでは「仙人堕処」（仙人の落ちる所）と誤訳され、『雑阿含経』などでは「仙人住処」（仙人の住む所）と訳されている（patana の語基である動詞根 √pat には「落ちる」という意味があるが、植木雅俊はこの場合「〜に入る」の意味に解釈するべきであると指摘している。一方、中村元はパタナには現代ヒンディー語でも飛行場の意味に使われることがあり、仙人の飛行場の意味であるとしてしている）
鹿野苑だったとされる場所は現在はインド政府によって整理され遺跡公園になっている。その周辺からは「サールナート仏」と呼ばれる仏像が多数出土し、最高傑作とも評される「初転法輪像」がサールナート考古博物館に収蔵されている。

## 名所

インドの国章。アショーカの獅子柱頭から取られた

- ダーメーク・ストゥーパ（英語版）
釈尊の初転法輪の地に立つ。
- ムーラガンダ・クティ寺院（初転法輪寺）
野生司香雪が描いた壁画がある。
- アショカ王の石柱
4頭の獅子像があしらわれている。

## 交通
サールナート公園地区の南西端にあたる公園地区入り口から東方への一直線道路の先、約1.5kmの位置にインド鉄道のサーナス駅があり、サーナス駅からは徒歩圏である。サーナス駅は、次駅のヴァーラーナシー・シティー駅を経由して、最寄りの最大都市であるヴァーラーナシーの中心駅であるヴァーラーナシー・ジャンクション駅と結ばれている。ヴァーラーナシー・ジャンクション駅には、ニューデリーとを8時間で結ぶ高速列車のバンデバラト・エクスプレスが停車する。